# Frederick Attenborough
Frederick Levi Attenborough (* 4. April 1887 in Stapleford; † 20. März 1973) war ein britischer Akademiker, der von 1931 bis 1951 die University of Leicester leitete. Nach ihm ist der zur Universität gehörende Attenborough-Tower benannt.

## Leben
Seine Frau Mary Clegg war sozial sehr engagiert, Der Schauspieler und Regisseur Richard Attenborough, der Naturforscher und -filmer David Attenborough und der Automobilmanager John Attenborough sind seine Söhne. Ab 1939 lebten Curt Bejachs Töchter Helga und Irene bei der Familie. Die Mädchen waren mit dem Kindertransport zur Zeit des Nationalsozialismus aus Deutschland entkommen und wurden später von den Attenboroughs adoptiert.